# Shinko Matayoshi
Shinkō Matayoshi (1888-1947) fut le plus renommé des maîtres de Kobudō d'Okinawa de la première moitié du XXe siècle.
Né en 1888 à Naha, il étudia le bō, l'eku, le kama et le saï sous la direction de maître Shokuhō Agena.
Plus tard, il étudia le tonfa et le nunchaku avec maître Ireï.
En 1911 il partit à l'aventure en Mandchourie, où il vécut dans une tribu de cavaliers nomades, avec laquelle il étudia leurs arts martiaux chinois, tels l'usage de l'arc à cheval, le « lasso » mandchou, et le shuriken. Il y resta jusqu'en 1915, puis rentra au pays pour ouvrir son dōjō et y transmettre son art.
En 1921, il fit une démonstration devant le Prince Hiro-Hitō (futur empereur du Japon), lors de sa visite à Okinawa.
Il fit aussi un séjour à Shanghai, où il étudia le Timbe, le Nunti et le Suruchin et rentra à Okinawa vers 1935, pour rouvrir son dōjō et reprendre l'enseignement.
Sa pratique des kama était si exceptionnelle, qu'il fut surnommé « Kama Matayoshi ».
Il décède en 1947, après avoir transmis la totalité de ses connaissances martiales à son fils, Shinpō Matayoshi (1921 - 1997), qui sera son successeur officiel.